# Route 252 (Nouvelle-Écosse)
Pour les articles homonymes, voir Route 252.
La route 252 est une route secondaire de la Nouvelle-Écosse d'orientation ouest-est, située dans le nord-est de la province, au sud-ouest de l'île du Cap-Breton. Elle est une route faiblement empruntée, reliant Stewartdale à Mabou. De plus, elle mesure 24 kilomètres, et est une route asphaltée sur l'entièreté de son tracé.

## Tracé
La route 252 débute sur la route provinciale 19, dans le village de Mabou. Elle commence par suivre la rive nord de la rivière Mabou, en se dirigeant vers l'est. Elle suit ensuite la rivière Brook Skye pour le reste de son parcours, traversant notamment Nevada Valley. Elle se termine à Stewartdale, sur la route 395, en direction de Whycocomagh et de la Route Transcanadienne.

## Intersections principales
| Route 252         |             |    |                                         |                           |
| Comté             | Location    | km | Intersection/Destinations               | Notes                     |
| Comté d'Inverness | Mabou       | 0  | R-19, Port Hood, Inverness, Chéticamp   | extrémité ouest de la 252 |
| Comté d'Inverness | Stewartdale | 24 | R-395, Whycocomagh, South West Margaree | extrémité est de la 252   |

## Communautés traversées
1. Mabou
2. Glendyer Station
3. Hillsborn
4. Brook Village
5. Nevada Valley
6. Skye Glen
7. Stewartdale